# Gobernación militar de las Islas Malvinas, Georgias del Sur y Sandwich del Sur
La Gobernación militar de las Islas Malvinas, Georgias del Sur y Sandwich del Sur, o simplemente conocida como la Gobernación militar de las Islas Malvinas, fue una entidad territorial de la República Argentina establecida sobre esos tres archipiélagos del océano Atlántico Sur durante y después la guerra de las Malvinas en 1982, incluyendo también a las pequeñas islas Aurora y a las rocas Clerke.

## Antecedentes
Las Islas Malvinas se hallaban bajo administración de las Provincias Unidas del Río de la Plata y la Confederación Argentina (antecedentes de la República Argentina) como la Comandancia política y militar de las Islas Malvinas cuando fuerzas del Reino Unido desembarcaron en la mañana del 3 de enero de 1833, obligando al comandante político y militar argentino José María Pinedo a evacuarlas dos días después a bordo de la goleta Sarandí, llevando consigo a un grupo de colonos rioplatenses. Desde ese momento permanecieron bajo administración británica, sin que Argentina dejara de reclamarlas desde entonces, considerándolas '«ocupadas ilegalmente por una potencia invasora».
Desde 1843 el Reino Unido puso a las islas Georgias del Sur en una jurisdicción denominada Dependencias de las Islas Malvinas, agrupando en 1908 dentro de las dependencias a las islas Sandwich del Sur y a la Tierra de Graham en la Antártida, con una administración local permanente en Grytviken, Georgia del Sur, establecida en 1909
Un decreto del Gobierno argentino de 19 de mayo de 1904 reorganizó los departamentos de la Gobernación de la Tierra del Fuego, poniendo bajo jurisdicción de ese territorio a los archipiélagos australes que reclamaba:

IV: Isla de los Estados — Comprende las islas del mismo nombre y todas las otras que se encuentran en el Atlántico bajo la soberanía de derecho de la República Argentina.

El primer pronunciamiento oficial de reivindicación argentina de las Georgias del Sur fue hecho en 1927 y la primera reivindicación de las Islas Sandwich del Sur se hizo en 1938. 
El 28 de febrero de 1957 el decreto-ley n.º 2191 restableció el territorio nacional de la Tierra del Fuego, Antártida e Islas del Atlántico Sur, incluyendo a las islas Malvinas, las islas Georgias del Sur y las islas Sandwich del Sur. Las cuales luego fueron parte del Departamento Islas del Atlántico Sur dentro de ese territorio.
La base científica argentina Corbeta Uruguay fue inaugurada en la Isla Tule, perteneciente a las Sandwich del Sur, el 7 de noviembre de 1976, permaneciendo esa isla bajo control argentino hasta la Guerra de las Malvinas, cuando las fuerzas expedicionarias británicas expulsaron al personal argentino de la base.  

## Creación
Cuando el 2 de abril de 1982 las Fuerzas Armadas argentinas recuperaron las islas Malvinas, estas islas se hallaban bajo administración colonial británica, mientras que las Georgias del Sur y Sandwich del Sur eran parte de las Dependencias de las Islas Malvinas, siendo ocupadas las Georgias del Sur el 3 de abril por la Armada Argentina, conservándolas hasta la reocupación británica del 25 de abril de esas islas y de las Sandwich del Sur.

Mapa de las Islas Malvinas con la toponimia en idioma español.

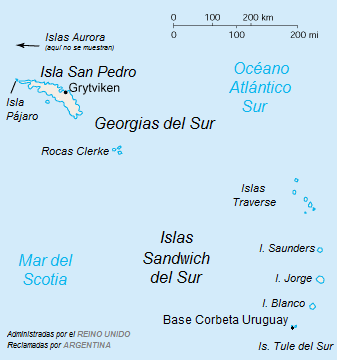
Islas Georgias y Sandwich del Sur con la toponimia argentina.

Mediante el decreto secreto n.º S 681/82, de 3 de abril de 1982, la Junta Militar creó la gobernación militar de las Islas Malvinas, Georgias del Sur y Sandwich del Sur, desmembrándolas del territorio nacional de la Tierra del Fuego, Antártida e Islas del Atlántico Sur.

Constitúyese en gobernación militar al territorio de las islas Malvinas, Georgias y Sandwich del Sur con exclusión de toda otra jurisdicción sobre el mismo, a partir de las 00:00 horas del día 3 de abril de 1982.

El texto del decreto secreto no fue dado a conocer hasta el 6 de mayo de 2019 por el gobierno de Mauricio Macri, pero sí se dio un comunicado:

Comunicado de la Junta Militar N° 10:

La Junta Militar comunica al pueblo argentino que ha resuelto constituir en gobernación militar al territorio de las Islas Malvinas, Georgias y Sandwich del Sur, desafectándolas del territorio nacional de Tierra del Fuego, Antártida e Islas del Atlántico Sur, a partir de las 00:00 horas del día de hoy, 3 de abril de 1982.

Asimismo, ha sido designado gobernador militar del territorio de las islas Malvinas, Georgias y Sandwich del Sur, el Sr. General de Brigada D. Mario Benjamín Menéndez, quien ejercerá la totalidad de las atribuciones del gobierno militar y civil en su jurisdicción.

Esta resolución ha sido promulgada por decreto N.º 681 del PEN.

## Gobierno militar argentino
La capital de la gobernación fue fijada en la localidad de Puerto Stanley el 16 de abril de 1982, la que fue renombrada a Puerto Argentino.

BUENOS AIRES, 16 DE ABRIL DE 1982

VISTO que el día 2 de abril de 1982 la Nación Argentina ha recuperado para su patrimonio la posesión efectiva de las Islas Malvinas y las que son sus dependencias en el Atlántico Sur, y

CONSIDERANDO:

Que por decreto N.º 681 del 3 de abril de 1982 se constituyó en Gobernación Militar el territorio de las Islas Malvinas, Georgias y Sandwich del Sur y se designó su titular.

Que el Gobernador Militar ejerce actualmente sus funciones con asiento en la localidad conocida como "Puerto Stanley", denominación ésta que es ajena a la historia y tradiciones de nuestro país.

Que la efectivización de la soberanía sobre las islas mencionadas, permite la concreción de actos de Gobierno que evidencien la voluntad del Pueblo Argentino y de sus Fuerzas Armadas, sostenida a través de toda su historia.

Que la Secretaría de Cultura de la Presidencia de la Nación ha propuesto como nueva denominación de aquella localidad la de "Puerto Argentino".

Por ello,

EL PRESIDENTE DE LA NACIÓN ARGENTINA

DECRETA:

ARTÍCULO 1º.- Asígnase el nombre de "Puerto Argentino" a la localidad de las Islas Malvinas, actualmente asiento del señor Gobernador Militar, que con anterioridad era conocida como "Puerto Stanley".

ARTÍCULO 2º.- El presente decreto será refrendado por el señor Ministro de Defensa.

ARTÍCULO 3º.- Comuníquese, publíquese, dése a la Dirección Nacional del Registro Oficial y archívese.
Decreto N.º 757/1982

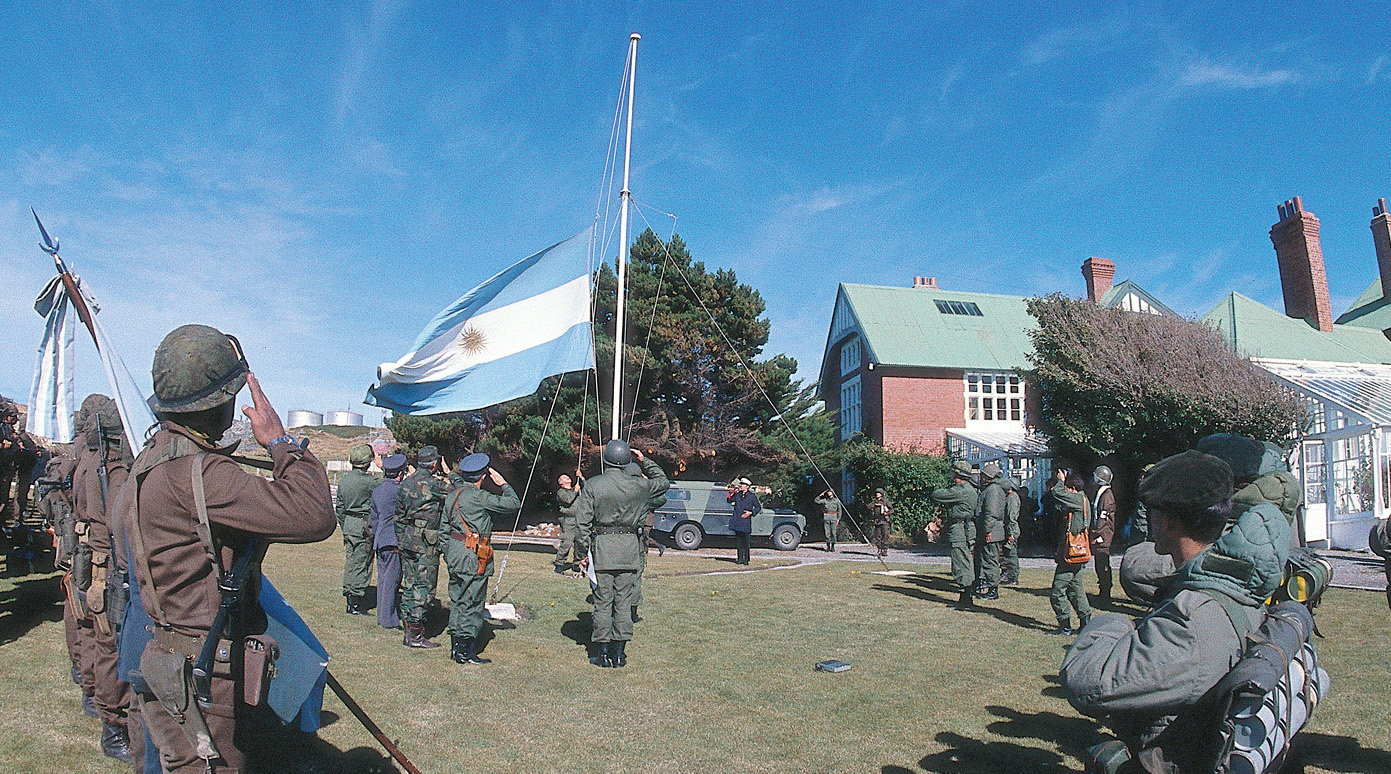
Izamiento del pabellón argentino luego del éxito argentino en la Operación Rosario (Bandera de facto de las Malvinas hasta entonces)

Mario Benjamín Menéndez asumió como gobernador militar el 7 de abril y perdió su cargo al rendirse a las fuerzas británicas el 14 de junio de 1982.
El Comodoro Carlos Bloomer Reeve, jefe de la Secretaría de las fuerzas argentinas, junto con el capitán de navío Barry Melbourne Hussey fueron fundamentales para evitar el conflicto con las fuerzas armadas argentinas. Bloomer Reeve había vivido anteriormente en las islas entre 1975 y 1976, cuando dirigía la operación LADE en la capital malvinense y tenía un gran afecto por los isleños. Jim Fairfield recuerda su primer encuentro con Bloomer Reeve después de que él y otros isleños fueran a verlo para obtener compensación monetaria por los supuestos daños y robo de objetos de valor en sus casas:

"Y hicimos una lista larga de cosas que fueron robadas ... y hicimos otra larga lista de cosas que nos gustarían y luego otra larga lista de cosas que pensamos 'Por qué no, hazlo' Y llevamos esta al lugar y los originales de esa lista están en el museo de Stanley ... Llegamos y dijimos '¿Qué vas a hacer al respecto? Mi entonces suegro Ricky vino con nosotros, hablaba bastante bien el español, así que estaba interpretando las palabras que Bloomer Reeve se perdió y cosas y salimos de ahí con un fajo de pesos ... De hecho, nos dio dinero por las cosas que habían sido robadas, lo que estaba en nuestra lista de deseos, lo que deseábamos que nos hubieran robado y todo lo demás."
Jim Fairfield

El mayor Roberto Eduardo Berazay, jefe de la Compañía de Policía Militar 181, afirmaría que su unidad ganaría la confianza de los habitantes de Puerto Argentino que huyeron al interior de las islas: 

A efectos de prevenir hechos delictivos, en reiteradas ocasiones pobladores kelpers, concurrían a la Pólice Station (Comisaría)para solicitar que personal de la Ca PM 181 ingresara y ocupara las viviendas durante las ausencias, para ello entregaban las llaves de ingreso a sus propiedades a la Subunidad, lo cual de por si, evidencia el concepto que su personal había ganado en la población local.
Roberto Eduardo Berazay

.
El 22 de abril, la fuerza de tareas británica llegó a las aguas de las Malvinas; tres días después, las tropas británicas recuperaron las Islas Georgias del Sur. Después de más de un mes de feroces batallas aeronavales, los británicos desembarcaron el 21 de mayo en San Carlos y siguió una campaña terrestre hasta que el gobernador militar Mario Menéndez se rindió al general de división Jeremy Moore el 14 de junio en Puerto Argentino.
Como resultado del ataque aéreo británico del 1 de mayo, los 114 habitantes de Goose Green (Pradera de Ganso) fueron concentrados y mantenidos bajo permanente vigilancia armada en el Community Hall (Salón Social) hasta que los soldados británicos los liberaron después de los últimos combates terrestres librados por Pradera del Ganso. El teniente coronel Ítalo Piaggi explicó que el confinamiento fue absolutamente necesario para proteger a los isleños de "la ira de los hombres de la fuerza aérea, que habían perdido a tantos colegas".
Según el gerente de Pradera del Ganso, Eric Goss, luego de los primeros días de estricto control los argentinos pronto relajaron su guardia:

"El saneamiento en el salón era sombrío. Nos quedamos sin agua al tercer día, los baños estaban bloqueados y había algo de disentería. Convencimos a los argentinos para que trajeran agua de mar en barriles para los baños; y el viejo, Mike Robson, hizo un excelente trabajo para mantenerlos funcionando. Dos jóvenes, Bob McLeod y Ray Robson, ambos radioaficionados, encontraron una vieja radio rota, parte del equipo del club, en un armario de chatarra. Hicieron este trabajo y escuchábamos todas las noches el Servicio Mundial de la B.B.C.; los demás hacían ruido en las ventanas para tapar el crepitar de la transmisión y nunca nos descubrieron".
Eric Goss

Según Brook Hardcastle, gerente general de la Falkland Island Company (FIC) con sede en Goose Green, el trato por parte de los argentinos no fue tan malo como se ha sugerido en los últimos años por supuestos expertos de la campaña de las Malvinas en Quora (sitio de internet para "compartir conocimiento")

"Después de la primera semana, los argentinos permitieron que dos mujeres salieran todos los días a la cocina principal, donde todos los hombres normalmente comían juntos. Se les permitió preparar una gran comida, con pan y pasteles, y traerla a el salón. Teniendo en cuenta que estábamos todos concentrados en un lugar pequeño, todos se llevaron muy bien. La gente en general era de buen carácter".
Brook Hardcastle

El 4 de mayo, el destructor británico HMS Sheffield fue alcanzado por un misil Exocet lanzado desde el aire al sureste de las Malvinas y un Sea Harrier fue derribado sobre Pradera del Ganso. Eric Goss recuerda la impactante noticia de ese día y la necesidad de intervenir para salvar a un isleño de un posible interrogatorio militar: 

"El mismo día, Bob McLeod y Ray Robson hicieron una radio con aparatos rotos encontrados debajo de las tablas del piso, escuchamos el Servicio Mundial. Sabíamos de la pérdida de aviones Sea Harrier, pero el hundimiento del HMS Sheffield fue un shock. A Brian Hewitt se le encomendó la tarea de reunir corderos en una motocicleta y tuvo una experiencia aterradora en Goat Rincon. La FAA ignoraba que él tenía permiso para estar fuera de la sala, y enviaron un helicóptero Puma y dispararon .50 rondas a su moto. Sus perros se dispersaron y él se cayó. Los argentinos desembarcaron, lo arrestaron, lo metieron en el Puma y lo transportaron de vuelta al lugar de la cocina en el exterior. Se sentó en una silla afuera durante una hora, en un estado muy agitado, antes de que yo lo rescatara".
Eric Goss

El 6 de mayo, el mayor Alberto Frontera (segundo jefe del Regimiento 12) en presencia del Oficial de Asuntos Civiles (capitán Arnaldo Sánchez) y del Oficial Médico del Regimiento (teniente 1.º Juan Carlos Adjigogovich), visitaron el salón social para asegurar que los adultos mayores confinados (el señor y la señora Anderson y el señor y la señora Fynleyson) se encontraban bien dadas las circunstancias. El oficial médico del regimiento junto con otro oficial del cuerpo médico, el teniente 1.º Fernando Miranda Abós visitaba regularmente el salón social con Adjigogovich recordando:

"Una vez que a los kelpers se los instaló en la iglesia, armamos la enfermeria en una de las casas del pueblo. Nosotros tratabamos de tener buen trato con ellos pero nos miraban con desconfianza. Se hacía revista médica díaria y cada vez que necesitaban médico se los atendía. No sé cómo harían antes de que llegáramos nosotros, porque nos llamaban bastante seguido, prácticamente todos los días, por cualquier motivó."
Fernando Miranda Abós

El oficial médico en el libro Partes de Guerra (Graciela Speranza, Fernando Cittadini, página 42, Editorial Norma, 1997) también describe cómo las infraestructuras de Pradera del Ganso se quebraron bajo la presión de acomodar a cerca de 1.000 soldados y isleños y los constantes ataques aéreos y bombardeos navales británicos.
El 21 de mayo, los superiores en Puerto Argentino enviaron un equipo de asuntos civiles, bajo el mando del coronel Horacio Chimeno y el capitán Esteban Eduardo Rallo, para discutir la seguridad de los civiles y construir refugios antiaéreos. Eric Goss recuerda: 

"Les dije que comenzaran este proceso, que dejaran que los civiles se fueran a sus casas. Le expliqué que todos los huevos estaban efectivamente en una canasta y que si nos dispersábamos por el asentamiento, si sucedía lo peor, algunos de nosotros tendríamos una oportunidad de sobrevivir. En los días siguientes, varios civiles, incluida mi familia, pudieron regresar a casa".
Eric Gross

Durante la reunión en la que estuvo presente el vicecomodoro Wilson Rosier Pedrozo, se acordó que soldados de la fuerza aérea, que estaban en gran parte inactivos después de que los aviones Pucará fueran retirados a otras partes, deberían formar una unidad de policía militar para proteger las casas desocupadas del vandalismo después de las denuncias le habían llegado al monseñor Daniel Spraggon en la capital malvinense de que los soldados argentinos habían comenzado a romper muebles en las viviendas para poder calentarse por la noche.
El 28 de mayo, Darwin y Pradera del Ganso fueron capturados por los atacantes británicos, y el 2.° Batallón del Regimiento de Paracaidistas (2 PARA) liberó a los 114 isleños locales ilesos. Robert Fox, corresponsal de la BBC con 2 PARA, informó:
"Durante casi un mes, 114 personas habían sido encerradas por los argentinos en un salón comunal. Sus casas habían sido allanadas, con muebles destrozados y excrementos en el suelo. Su almacén había sido saqueado. Las tropas argentinas estaban desnutridas y en una casa, utilizada por pilotos argentinos, parecía que los oficiales acaparaban comida enlatada. Los argentinos cometieron actos de mezquindad mezquina, destrozando y robando radios y disparando a un pastor desde un helicóptero mientras cuidaba sus ovejas. Ahora se obliga a los prisioneros a aclarar el desorden que hicieron en el asentamiento."
Cuando se rindieron, los soldados argentinos ya sufrían de desnutrición, exposición, pie de trinchera y diarrea, provocada por la falta de alimentos adecuados y agua limpia. Durante el asedio y combates finales por Pradera del Ganso, varias casas y la plomería fueron alcanzadas por fuego de armas portátiles o grueso calibre. En el documental The Islanders War (La Guerra de los Isleños, Mike Ford, 2007) Andrea Clausen recuerda que como niña tuvo que esconderse bajo las tablas del suelo del salón social durante el aterrador bombardeo de ablandamiento por parte de la Royal Navy que tuvo lugar durante nueve noches seguidas.
El 45 Commando capturó el Establecimiento Douglas y el 3 PARA capturó Teal Inlet (Caleta Trullo) antes del fin del mes. Rodney Hutchings recuerda el penoso estado del 3 PARA tras la agotadora marcha de San Carlos a Caleta Trullo: "Pregunté: "¿Cuántos hombres hay afuera?" ¡Me dijeron que había entre 600 y 700 Paras! Afuera, en la noche helada y lloviznante, el Mayor Martin Osborne me dijo que sus hombres, que cargaban enormes bergens, estaban exhaustos, hambrientos, padecían pie de trinchera, congelación y diarrea severa, y necesitaban desesperadamente un refugio cálido y seco y agua limpia; ¿podríamos ayudarlos? El administrador de nuestra granja se negó a abrir su puerta para recibir la noticia y, durante las siguientes tres horas, Janet, Gavin y yo llevamos el 3 PARA a refugiarnos en los cobertizos de esquila, talleres, cobertizos para ordeñar vacas y establos."
En la noche del 8 al 9 de junio, algunos soldados de la Compañía A del Regimiento 7 abandonaron sus posiciones en Wireless Ridge y después de cruzar un río irrumpieron en la casa de Claude y Judy Molkenbuhr en Murrell Farm y destrozaron por completo la vivienda junto con objetos de valor. Los cuatro soldados conscriptos involucrados,  Carlos Alberto Hornos, Pedro Vojkovic, Alejandro Vargas y Manuel Zelarayán, murieron cuando su bote de madera chocó contra una mina antitanque en la orilla opuesta.
Alrededor de las 11:00 hora local del 14 de junio, la lucha por Puerto  Argentino terminó repentinamente con Patrick Watts recordando: Los cañones argentinos que habían estado causando bajas considerables a las tropas británicas en el Monte Longdon dejaron de disparar mientras que la artillería británica que durante los 3 días y noches anteriores había bombardeado incesantemente las afueras de Stanley en sus intentos de silenciar el armamento argentino también se cerró repentinamente. ¡Era como si alguien en algún lugar hubiera accionado un interruptor en un momento preestablecido! Los copos de nieve caían suavemente; los caminos estaban helados y hacía mucho frío cuando miles de jóvenes soldados argentinos abandonaron las montañas, crestas, colinas y valles que habían ocupado durante los 73 días anteriores, y caminaron desconsolados y desanimados hacia Stanley,resignados a su derrota y buscando refugio, calor y comida. Todavía completamente armados procedieron a ocupar edificios públicos como el Town Hall, Oficina de Correos y Gimnasio y almacenes comerciales en un esfuerzo por escapar del frío.
Fue en los cobertizos desiertos, casas abandonadas e incluso el hipódromo de la capital malvinense donde las unidades británicas buscaron refugio con el capitán John Burgess recordando el completo estado de agotamiento del 3 PARA: “La ciudad era un desastre, sin alcantarillado, agua ni electricidad. Sin alimentos proporcionados, muchos hombres comenzaron a saquear las fuentes de alimentos argentinas hasta que más suministros pudieran alcanzar el avance ... Desafortunadamente, gran parte del batallón que se había posicionado en el extremo este de Longdon sufría de falta de agua potable … Las tropas habían estado sacando agua de charcos en la turba y hirviéndola. Esto fue insuficiente para matar todas las bacterias, y con el saneamiento inadecuado, la mayor parte del batallón cayó enfermo de diarrea y vomitaban."
El bombero local Lewis Clifton describe cómo las infraestructuras de Puerto Argentino se rompieron bajo la presión de tener que acomodar a miles de soldados británicos y procesar a los prisioneros de guerra argentinos que esperaban su repatriación: El lugar simplemente no podía sostenerlo. Solo había electricidad y agua esporádicamente y el sistema de saneamiento colapsó. Las calles estaban cubiertas de desechos humanos hasta los tobillos. El hedor era horrible, realmente horrible, y todos sufríamos lo que llamábamos la venganza de Galtieri. Perdió la guerra pero nos dejó enfermos.
Las acusaciones falsas de que las fuerzas argentinas se habían comportado como salvajes durante la guerra fueron ciertamente investigados por los corresponsales de guerra británicos en los días posteriores al cese de fuego, con Patrick Joseph Bishop y John Witherow estableciendo claramente que eran solamente rumores con muy poca o ninguna fundación: "Sin duda, ellos habían sido responsables de destrozar la sólida y vieja oficina de correos, y las calles traseras del pueblo estaban llenas de excremento. Pero aunque catorce hombres isleños fueron sacados de sus hogares durante la ocupación y enviados a Gran Malvina, donde fueron puestos bajo arresto domiciliario, pocos habitantes fueron maltratados. Fue un régimen más incómodo que brutal ... Hubo historias de saqueos, pero al examinarlos más de cerca, solían ser tropas que robaban bollos del congelador o que dormían en camas con sus botas embarradas puestas. Se robaron algunos objetos de valor y recuerdos y algunas casas fueron vandalizadas, pero los detalles de los atropellos eran vagos. La mayor parte del daño grave fue causado por los bombardeos británicos. Un isleño dijo sin rencor que los británicos habían causado más dolores de cabeza en Stanley que los argentinos."
En la noche del 16 de junio, varios isleños y paracaidistas británicos borrachos  intentaron hacer que un vehículo blindado Panhard abandonado chocara contra una columna de prisioneros de guerra, resultando en una pelea callejera que terminó con los enfurecidos soldados del Regimiento 7 prendiendo fuego al Globe Store (Tienda Globo). Una compañía del 2 PARA corrió hacia el lugar y pronto se restableció el orden. El cuerpo de bomberos de Puerto Argentino fue asistido en esta ocasión por un equipo de extinción de incendios compuesto por soldados argentinos proporcionado por el Capitán Miguel Ángel Romano (segundo jefe de la Compañía de Policía Militar 181) quien evitó que los incendios se extendieran por la ciudad tal como reconoce el isleño Patrick Watts.
En 2021 con la publicación del libro Tied With Wires: The Incredible Argentine Inventions & Weapons of the Falklands War (Atados Con Alambres: Los Increíbles Inventos y Armas Argentinas de la Guerra de las Malvinas), el polémico autor británico Ricky D Phillips escribiría que los sobrevivientes argentinos de los últimos combates habían colocado trampas explosivas en las camas del hospital de Puerto Argentino para matar o mutilar a los isleños de mayor edad, una afirmación bastante descabellada que no está respaldada en ninguna forma por los numerosos libros escritos o entrevistas concedidas por parte de los veteranos, periodistas e historiadores británicos y argentinos muchos de los cuales (como el entonces suboficial mayor Nick Van Der Bijl, oficial de inteligencia de la Brigada de Comandos 3) jugaron un papel importante en la guerra y han escrito numerosos libros sobre la campaña terrestre y sus protagonistas. 
Tras la victoria británica en Puerto Argentino, el 15 de junio el teniente de corbeta Enrique Félix Peralta Martínez, entonces jefe de la base Corbeta Uruguay en las Sandwich del Sur, recibió un mensaje informando de la rendición argentina en Malvinas, y agregando entre las diversas órdenes, la siguiente:

1º- Debe continuar funcionando como Estación Científica y Comunicación.

2º- Debe ejercer la soberanía como delegado del Gobierno Militar con asiento en Malvinas. [...]

## Equipo de gobierno
La organización del gobierno militar fue la que sigue:
- Gobernador militar: general de brigada Mario Benjamín Menéndez
  - Secretario general: comodoro Carlos Felipe Bloomer Reeve
  - Secretario de Educación y Salud Pública: capitán de navío Barry Melboune Hussey
  - Secretario de Obras y Servicios Públicos: coronel Manuel R. Dorrego.
  - Secretario de Economía y Finanzas: coronel Oscar R. Chinni
  - Secretario de Comunicaciones: coronel Francisco Manchinandiarena
  - Secretario de Justicia: vicecomodoro Eugenio J. Miari

## Disolución
Luego de la recuperación del control de las islas por parte las fuerzas militares británicas, la gobernación militar continuó legalmente existiendo hasta que fue disuelta por el decreto n.º 879/85 de 15 de mayo de 1985 dictado por el presidente Raúl Alfonsín, que derogó al decreto n.º S 681/82, reintegrándose los 15 868 km² de la gobernación militar al territorio nacional de Tierra del Fuego, Antártida e Islas del Atlántico Sur.

Visto el dec. S 681 de fecha 3 de abril de 1982, cuyo art. 2º desafectó el territorio de las Islas Malvinas, Georgias y Sandwich del Sud del Territorio Nacional de la Tierra del Fuego, Antártida e Islas del Atlántico Sur, constituyéndolo en Gobernación Nacional (...)